# Barholm and Stowe
Barholm and Stowe est une paroisse civile du Lincolnshire, en Angleterre.